# Carl Kempkes
Carl Kempkes (* 21. Juli 1881 in Rees am Niederrhein; † 25. Januar 1964 in Weißenburg in Bayern) war ein deutscher Gartenarchitekt.

## Leben
Kempkes stammt aus einer Familie von Gärtnern; sowohl sein Vater als auch sein Großvater waren Gärtner. Zwischen 1895 und 1898 lernte Carl Kempkes in der Gärtnerei seines Vaters, anschließend arbeitete er in mehreren anderen Gartenbaubetrieben, bevor er von 1904 bis 1905 die Gärtnerlehranstalt in Köstritz besuchte und von 1907 bis 1909 die Königliche Gärtnerlehranstalt in Berlin-Dahlem, die von Peter Joseph Lenné gegründet worden war.
1909 trat Kempkes als Gartenbautechniker in den Betrieb von Franz Ludwig Späth ein, die Baumschule Späth. 1912 wurde er Direktor der dortigen Abteilung „Gartengestaltung“ und 1930 Generaldirektor des Gesamtbetriebs. 1943 schied Kempkes aus der Firma aus. Nach dem Zweiten Weltkrieg wirkte er als freischaffender Gartenarchitekt.

## Wirken

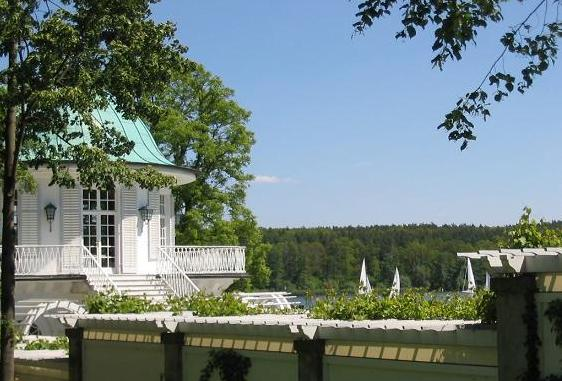
Pavillon im Garten der Villa Lemm in Berlin-Gatow

Zwischen 1910 und 1930 prägte die Abteilung „Gartengestaltung“ einen eigenen Gartenstil. Es handelte sich um eine Kombination von repräsentativem Architektur- und Landschaftsgarten. Der Kern der jeweiligen Anlage wurde nach architektonischen Gesichtspunkten gegliedert und ging von diesem Kern aus in eine freiere Gestaltung über. Die Gestaltungselemente zielen vor allem auf eine Raumwirkung ab und beinhalten typischerweise weißgestrichene Pergolen und Bänke aus Holz, Rankbögen und -gitter, Hecken, Rabatten und Rosenhochstämme. Dazu kommen regelmäßige, stark abgegrenzte Sondergärten, Terrassierungen mit Kalksteinmäuerchen und verschiedene Stilelemente aus Renaissance und Barock. Die Bepflanzung der landschaftlichen Anteile wurde oft durch die neuen Arten aus der Späthschen Baumschule oder neue Staudenzüchtungen von Karl Foerster dominiert, wobei Kempkes bevorzugt Rosen verwendete.
Kempkes legte zahlreiche Villengärten und Parkanlagen im Berliner Raum an (darunter befindet sich der Garten der Villa Lemm, eines der beiden Gartendenkmale im Ortsteil Berlin-Gatow und der Garten der Villa von Walter Sobernheim auf Schwanenwerder (Inselstraße 15–18)), aber auch in anderen Teilen Deutschlands, in Österreich, Ungarn, der Tschechoslowakei, Polen und Estland.
Kempkes war Leiter des Wettbewerbsausschusses des Bundes Deutscher Gartenarchitekten, Mitglied des Kuratoriums der Lehr- und Forschungsanstalt für Gartenbau Berlin-Dahlem (der Nachfolgeinstitution der Königlichen Gärtnerlehranstalt am Wildpark bei Potsdam). Auf dem Internationalen Gartenbaukongress in Wien (1927) hielt er den bekannt gewordenen Vortrag „Standesfragen der Gartenarchitekten“. Hier forderte er ein definiertes Berufsbild des Gartenbauers, die Förderung eines gärtnerischen Ausbildungswesens, das Hochschulstudium der Gartenarchitekten (eingeführt 1929) mit dem Abschluss als Diplom-Ingenieur (seit 1972, vorher Diplom-Gärtner), den Schutz der Bezeichnung „Garten- und Landschaftsarchitekt“ durch Architektenkammern (seit 1973) und die Berücksichtigung der gärtnerischen Erkenntnisse in Städtebau und Landesplanung (seit 1973 geregelt durch Landespflegegesetze). Dazu kam auch schon die Forderung nach einem Umweltschutz: „Der Gartenarchitekt [ist dazu] berufen, entscheidend an der Wiederherstellung des zerstörten Gleichgewichts für die Grundlagen des menschlichen Seins mitzuwirken.“
Die Rosensorte „Carl Kempkes Kordes“ ist nach Kempkes benannt.